# 阿列克萨·乌克罗皮纳
阿列克萨·乌克罗皮纳（羅馬化：Aleksa Ukropina，1998年9月28日—），黑山男子水球运动员。他曾代表黑山国家队参加2020年夏季奥林匹克运动会水球比赛，结果队伍获得第八名。